# Merzifon (district)
Merzifon is een Turks district in de provincie Amasya en telt 69.093 inwoners (2007). Het district heeft een oppervlakte van 972,2 km². Hoofdplaats is Merzifon.
De bevolkingsontwikkeling van het district is weergegeven in onderstaande tabel.
| 1997   | 2000   | 2007   |
| ------ | ------ | ------ |
| 63.638 | 67.281 | 69.093 |